# Championnat de squash du British Open masculin 1932
Le British Open Squash Championships 1932 est la deuxième édition du British Open Squash Championships inauguré en 1931 afin que les professionnels et les amateurs puissent s'affronter. 
Le match aller se déroule le 9 novembre 1931 au Conservative Club, club de Don Butcher, tenant du titre. Don Butcher remporte la rencontre en dix-huit minutes dont le premier jeu en trois minutes trente. Le match retour a lieu le 16 novembre 1931 au Bath Club de Londres, club de Charles Arnold et Don Butcher remporte à nouveau aisément la rencontre.

## Résultats

### match aller
|  |                                     |  |   |   |   |  |  |
|  | Conservative Club (9 novembre 1931) |  |   |   |   |  |  |
|  |                                     |  |   |   |   |  |  |
|  |                                     |  |   |   |   |  |  |
|  | Charles Arnold                      |  | 0 | 0 | 0 |  |  |
|  | Charles Arnold                      |  | 0 | 0 | 0 |  |  |
|  | Don Butcher                         |  | 9 | 9 | 9 |  |  |

### match retour
|  |                              |  |   |   |   |  |  |
|  | Bath Club (16 novembre 1931) |  |   |   |   |  |  |
|  |                              |  |   |   |   |  |  |
|  |                              |  |   |   |   |  |  |
|  | Charles Arnold               |  | 3 | 0 | 5 |  |  |
|  | Charles Arnold               |  | 3 | 0 | 5 |  |  |
|  | Don Butcher                  |  | 9 | 9 | 9 |  |  |